# Rosa glabrifolia
Rosa glabrifolia är en rosväxtart som beskrevs av Carl Anton von Meyer och Franz Josef Ivanovich Ruprecht. Rosa glabrifolia ingår i släktet rosor, och familjen rosväxter. Utöver nominatformen finns också underarten R. g. pubescens.